# Kritisch punt (wiskunde)

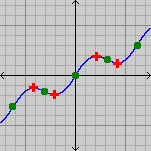
Stationaire punten (rode plusjes) en buigpunten (groene cirkels). Stationaire punten zijn ook kritieke punten, in tegenstelling tot buigpunten.

In de wiskunde is een kritisch punt van een functie een punt in het domein van de functie, waarin de afgeleide (de jacobiaan) verdwijnt, of de jacobiaan niet van volledige rang is, of de functie niet differentieerbaar is.
De functiewaarde in een kritisch punt wordt wel kritieke waarde genoemd en het punt op de grafiek van de functie bij een kritisch punt: kritiek punt.

## Thermodynamica
In de thermodynamica geeft het kritische punt een faseovergang aan.